# 1259
| 1259               |
| ------------------ |
| Dødsfald - Fødsler |
| • Begivenheder     |

| Gregoriansk kalender | 1259 MCCLIX             |
| Ab urbe condita      | 2012                    |
| Armensk kalender     | 708 ԹՎ ՉԸ               |
| Kinesiske kalender   | 3955 – 3956 戊午 – 己未 |
| Etiopisk kalender    | 1251 – 1252             |
| Jødisk kalender      | 5019 – 5020             |
| Hindukalendere       |                         |
| - Vikram Samvat      | 1314 – 1315             |
| - Shaka Samvat       | 1181 – 1182             |
| - Kali Yuga          | 4360 – 4361             |
| Iransk kalender      | 637 – 638               |
| Islamisk kalender    | 657 – 658               |

Konge af Danmark: Christoffer 1. 1252-1259 og Erik 5. Glipping 1259-1286
Se også 1259 (tal)

## Begivenheder
- 5. februar – Kong Christoffer 1. fængsler den stridbare ærkebiskop Jakob Erlandsen.
- 14. juni - Fyrst Jaromar vinder en knusende sejr over en dansk hær under slaget ved Næstved
- 4. december - Ludvig den Hellige underskriver en fredstraktat i Paris med England, som afsluttede den første hundredeårskrig mellem de to lande.
- 25. december - Erik 5. Glipping krones som konge på tinget I Viborg, men reelt styrer moderen Margrete Sambiria

## Dødsfald
- 29. maj – Kong Christoffer 1. dør i Ribe